# Bornerbroekse Waterleiding

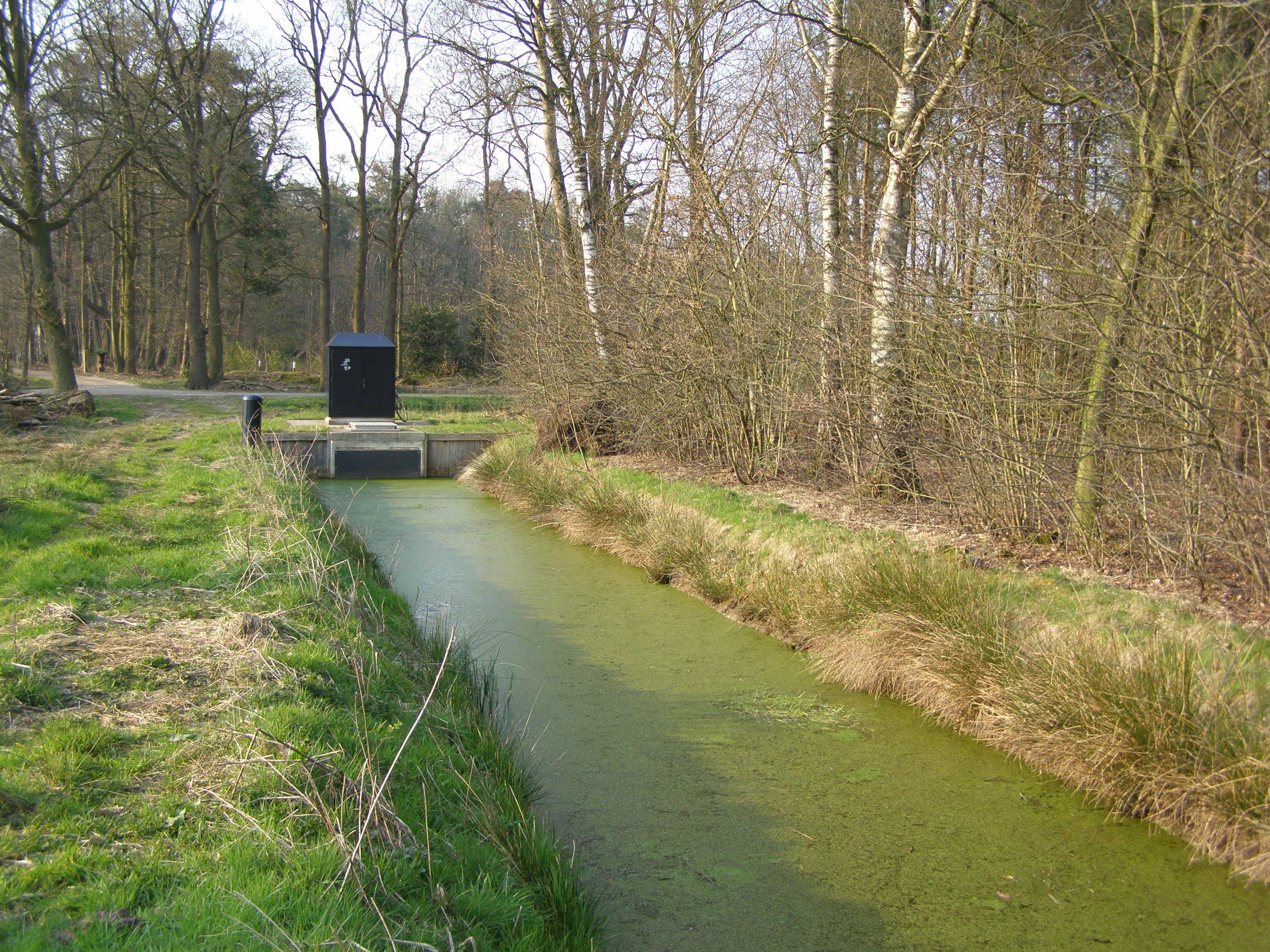
De Bornerbroekse Waterleiding wordt van water voorzien door een inlaatpunt nabij de Twickelervaart

De Bornerbroekse Waterleiding is een beek in de Nederlandse provincie Overijssel. De beek ontspringt ten noorden van Delden en stroomt eerst in noordoostelijke richting om vervolgens om Bornerbroek heen te draaien en pal westelijk te gaan stromen.
De beek stroomt via een onderleider onder het Twentekanaal naar de buurtschap Ypelo, om daar eerst uit te monden in de Eksose Aa en vervolgens in de Regge.
Een groot gedeelte van de Bornerbroekse Waterleiding gaat omgevormd worden tot een brede meanderende beek die de naam Doorbraak gaat krijgen.
De Bornerbroekse Waterleiding is het hele jaar watervoerend omdat ze mede gevoed wordt door een gemaal dat het water uit de Twickelervaart oppompt.

## Galerij

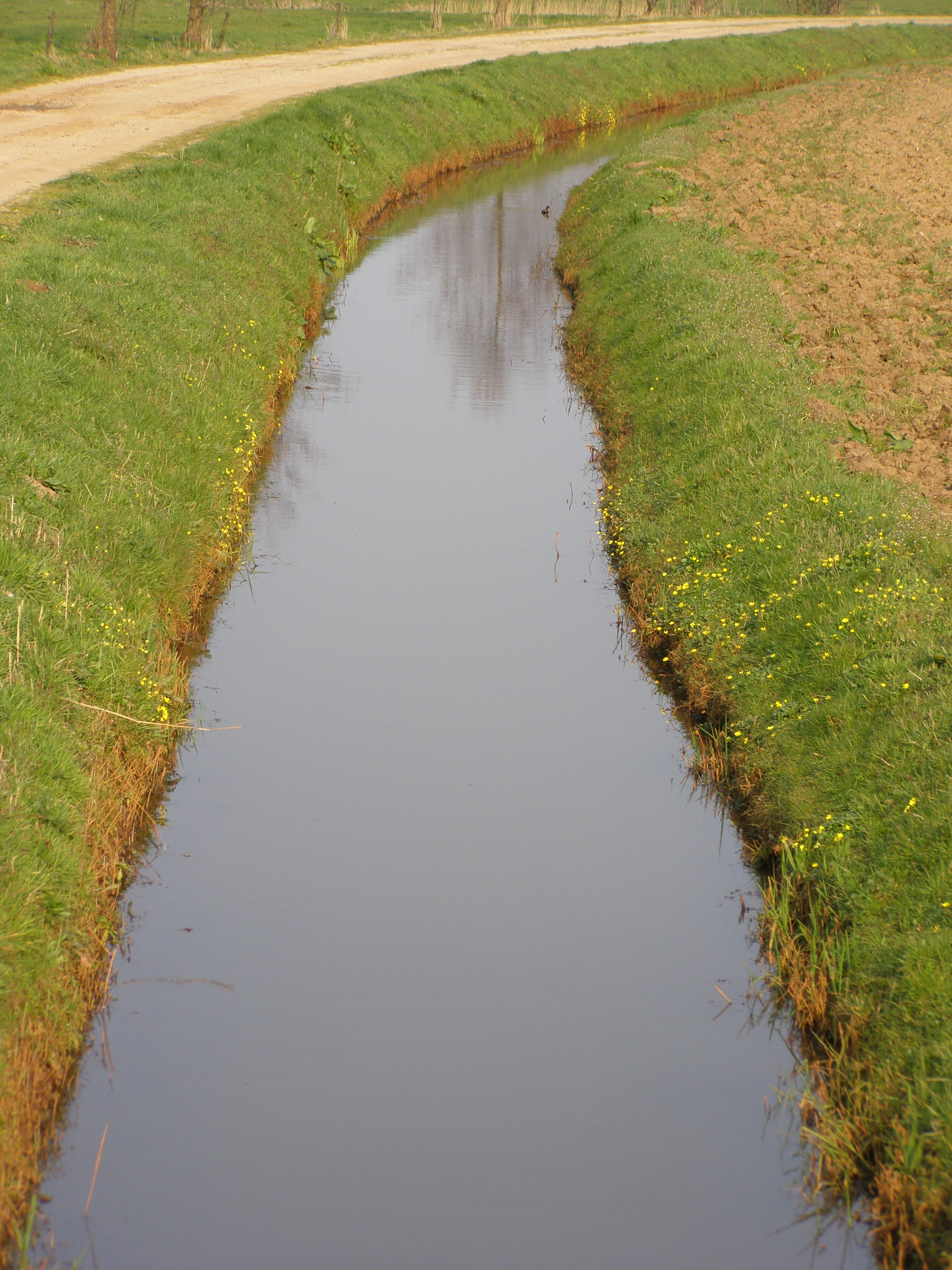
De Bornerbroekse Waterleiding ten noorden van Bornerbroek
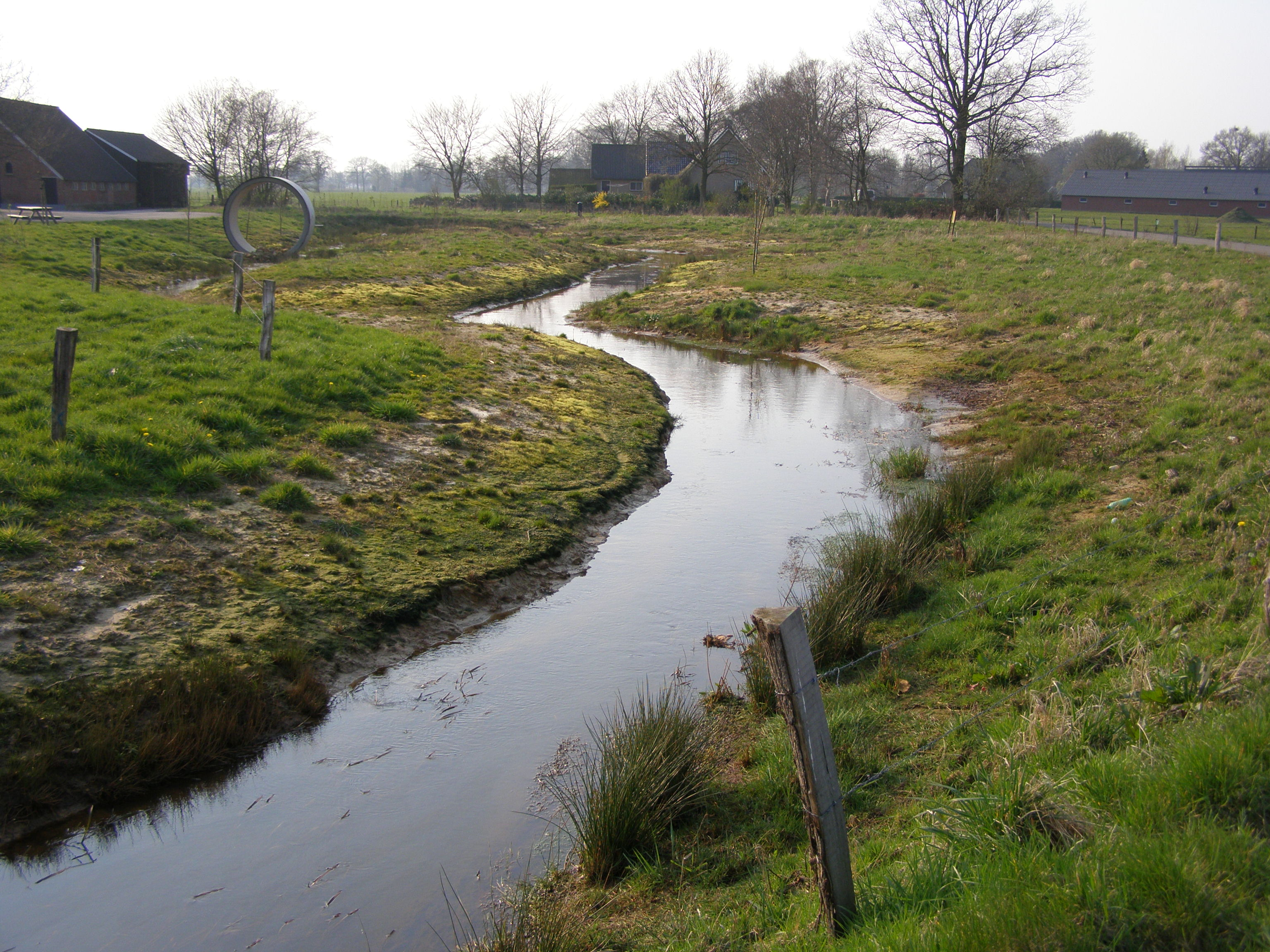
Een gedeelte van de Bornerbroekse Waterleiding dat rond 2006 natuurvriendelijk is ingericht